# Donald E. Westlake
Donald Edwin Westlake (Nueva York, 12 de julio de 1933 - San Pancho, México, 31 de diciembre de 2008), más conocido como Donald E. Westlake, fue un guionista y escritor de novela criminal estadounidense.

## Biografía
Nacido y criado en Brooklyn, su familia era de origen irlandés.
Cuando él tenía seis años, su familia se trasladó a Albany, donde asistió al Champlain College y al Harper College, sin concluir estudios universitarios. Sirvió durante más de dos años en la Fuerza Aérea en Alemania, entre 1954 y 1956. En 1958 se traslada a vivir a la ciudad de Nueva York donde trabaja como editor para un agente literario.
Se casó tres veces, siendo su último matrimonio con Abigail Adams en 1979. Tuvo 4 hijos. En 1990 se traslada con su familia a Ancram, donde residiría el resto de su vida.
Falleció en México, durante unas vacaciones con su esposa, cuando iba a celebrar la Nochevieja de 2008.

## Carrera literaria
La mayoría de su obra está ambientada en su ciudad natal, Nueva York.
Westlake empezó a escribir relatos ya en su adolescencia, pero durante años sufrió rechazos de numerosas editoriales.. Logró comenzar a publicar a partir de 1953, dedicándose a los relatos de misterio y ciencia ficción, en revistas pulp como, por ejemplo, en Universe Science Fiction. También en esa época, publicó relatos de literatura erótica.
En 1960 Westlake publicó su primera novela firmada con su nombre, The Mercenaries, pero se parece más a sus relatos pulp que a su obra posterior. De hecho el mismo autor dirá de su libro de 1965, The Fugitive Pigeon: 

Es el primer libro que realmente es mío.

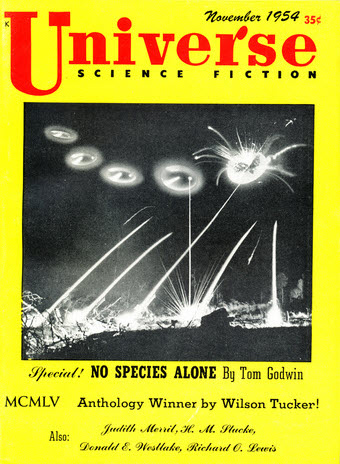
Portada de Universe Science Fiction de 1954 con el nombre del autor.

Donald E. Westlake 

### Personajes
Westlake creó, principalmente, cinco series con cinco personajes diferentes, y firmados con cuatro nombres distintos:
- Dortmunder: Es un ladrón profesional que "trabaja" en New York. Alto y delgado. Pelo desabrido y seco, como la hierba de una playa en enero. Ojos pálidos. Pómulos huesudos. Nariz estrecha, ganchuda y larga. Es un poco gafe, sus planes nunca terminan bien. Las obras que protagoniza tienen un punto irónico, incluso cómico.[2][8][9][10]

- Parker: Ladrón profesional distante, implacable con sus enemigos, desagradable en sus modos, ajenos a todo comportamiento políticamente correcto. Es el contrapunto oscuro y frío, mucho menos humorístico, de Dortmunder.[9][11]

- Grofield: Es actor de teatro profesional, posee su propia compañía, y ladrón ocasional. Los botines que consigue robando, los emplea en financiar su otra pasión. Aunque no duda en usar la violencia, tiene un punto más humano que Parker, con el que coincidirá en algunas novelas.[12][13]

- Mitch Tobin: Era policía de New York, pero fue expulsado del cuerpo tras la muerte en un tiroteo de su compañero, al que dejó solo para estar con su amante. Tras esa muerte Tobin está lleno de remordimientos y culpa, y sólo acepta trabajos como detective privado por el dinero y por la presión de su esposa, que le perdonó su infidelidad, lo que no ha hecho él mismo.[14][15]

- Sam Holt: Samuel Holt es un actor que llevaba cinco años protagonizando la serie de TV Packard, en la que interpretaba a un académico y detective aficionado. Consiguió fama y dinero, pero se encasilló en su papel. Y cuando la serie termina, Holt no logra volver a actuar. A cambio, se verá envuelto en una serie de historias, en las que tendrá que ejercer en la vida real las funciones de investigador de su personaje.[16]

### Humor
En la citada The Fugitive Pigeon, Westlake desplegó el que será uno de los rasgos más característicos de su posterior producción literaria: la utilización del humor como recurso literario. Es cierto que la comicidad ya había sido utilizado anteriormente por otros autores del género, como en los casos de G. K. Chesterton y su personaje Padre Brown, A. A. Milne en El misterio de la casa roja, Gore Vidal (firmando como Edgar Box) con su detective Peter Sergeant, o el mismo Dashiell Hammett en la desfasada The Thin Man. Pero ninguno de ellos llegó a la homogeinización de humor y novela negra que logró Westlake.
Aunque no llegó a abandonar nunca las reglas del género negro, consiguió llevar hasta altas cotas la comicidad a base de destacar, dentro de un contexto realista, las dificultades para cometer un delito: persecuciones, equívocos, errores, etc.  Pierre Lemaitre, hablando de Dortmunder, lo define como « un cruce entre Ocean's Eleven y Mr. Bean ».

### Seudónimos

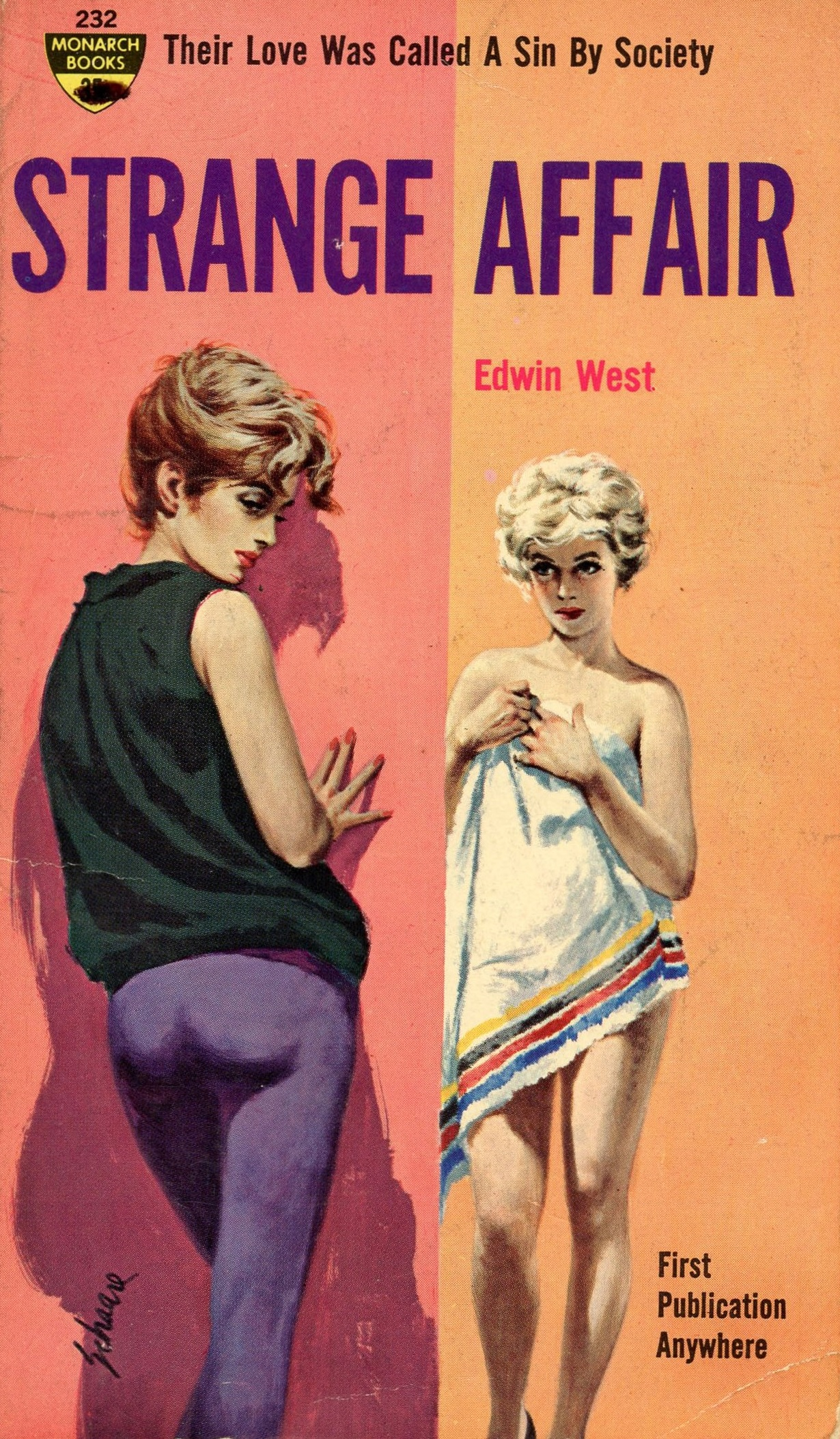
Portada con uno de los seudónimos del autor.

Westlake escribió con numerosos seudónimos, entre ellos:
| - Richard Stark - Tucker Coe - Samuel Holt - John B. Allan - Curt Clark | - Timothy J. Culver - J. Morgan Cunningham - Allen Marshall - Edwin West | - Grace Salacious - James Blue - Ben Christopher - John Dexter | - Andrew Shaw - Don Holliday - P. N. Castor - Judson Jack Carmichael |

Este hecho se debió a dos razones principales. Por una parte, las editoriales preferían no publicar más que una o dos novelas anuales con el mismo nombre, dado que conocían las sospechas del público al respecto: mayor cantidad de producción implica una disminución de su calidad.
Pero por otro lado, el propio autor destacaba así la diferencia entre sus obras y personajes y la firma que empleaba para cada uno de ellos: las obras de Dortmunder firmadas con su propio nombre, Donald E. Westlake, son claramente más ligeras y cómicas; los libros que protagoniza Parker, firmados como Richard Stark, son mucho más duros y violentos; las historias que firma Tucker Coe, protagonizadas por Mitch tobin, son oscuras, opresivas, como el sentimiento de culpa que arrastra el personaje. Westlake afirmó sobre su uso de los seudónimos: 

Escribo como Westlake cuando estoy de buen humor, como Coe cuando estoy deprimido y como Stark cuando me siento agresivo.
Donald E. Westlake 

## Obra publicada
Véase: Anexo:Obras de Donald E. Westlake

## Filmografía
Véase: Anexo:Filmografía de Donald E. Westlake

## Premios
| Año  | Premio  | Categoría            | Obra              | Resultado |
| ---- | ------- | -------------------- | ----------------- | --------- |
| 1961 | Edgar   | Mejor Primera Novela | The Mercenaries   | Finalista |
| 1967 | Edgar   | Mejor Novela         | The Busy Body     | Finalista |
| 1968 | Edgar   | Mejor Novela         | God Save the Mark | Ganador   |
| 1971 | Edgar   | Mejor Novela         | The Hot Rock      | Finalista |
| 1979 | Edgar   | Mejor Historia Corta | This is Death     | Finalista |
| 1983 | Edgar   | Mejor Novela         | Kahawa            | Finalista |
| 1985 | Edgar   | Mejor Historia Corta | After I'm Gone    | Finalista |
| 1988 | Edgar   | Mejor Guion          | The Stepfather    | Finalista |
| 1990 | Edgar   | Mejor Historia Corta | Too Many Crooks   | Ganador   |
| 1991 | Edgar   | Mejor Guion          | The Grifters      | Ganador   |
| 1991 | Óscar   | Mejor Guion Adaptado | The Grifters      | Nominado  |
| 1993 | Edgar   | The Grand Master     | Toda la carrera   | Ganador   |
| 2022 | Barry   | Mejor Novela         | Bad News          | Finalista |
| 2004 | Shamus  | The Eye              | Toda la carrera   | Ganador   |
| 2008 | Gumshoe | Lifetime Achievement | Toda la carrera   | Ganador   |